# J・D・ヴァンス
ジェームズ・デイヴィッド・ヴァンス（英語: James David Vance、1984年8月2日 - ）は、アメリカ合衆国の政治家、作家、ベンチャーキャピタリスト、元アメリカ海兵隊員。同国第50代副大統領。2023年にオハイオ州選出の上院議員に就任し、2024年大統領選挙において共和党候補ドナルド・トランプの副大統領候補に指名され、当選を果たした。2025年1月に発足した第2次トランプ政権の副大統領に就任した。
JDヴァンスまたはJ.D.ヴァンスと表記されることが多い。2025年3月14日時点で日本の代表的メディアはJ・D・バンスと表記している。ヴァンスの事務所はウォール・ストリート・ジャーナルに対し、本人は「.」無しのJDヴァンス (JD Vance) 表記を好んでいると述べている。

## 来歴

### 幼少期
ジェームズ・デイヴィッド・ヴァンスは、1984年にオハイオ州ミドルタウンにて、ドナルド・レイ・ボウマン（1959年 - 2023年）とベヴァリー・キャロル・ボウマン（旧姓ヴァンス、1961年 - ）の息子ジェームズ・ドナルド・ボウマンとして誕生。ヴァンスの上には、母親が19歳で出産した姉リンジーがいる。ヴァンスがまだ幼いころに両親は離婚し、その後まもなく、母親の3番目の夫ボブ・ハメルの養子に迎えられ、ジェームズ・デイヴィッド・ハメルと改名。ヴァンスの幼い頃から母親は鎮痛剤を常用し、その後はヘロインに依存するようになる。母親は結婚と離婚を繰り返して生活が安定していなかったため、ヴァンスと姉は主に母方の祖父母であるジェームズ・ヴァンス（1929年 - 1997年)とボニー・ヴァンス（旧姓ブラントン、1933年 - 2005年）に育てられた。この幼少期に体験した祖父母のアルコール依存症と虐待、そして不安定な母親の薬物中毒と人間関係の失敗の歴史および貧困と低賃金の肉体労働の姿、暴力や暴言その中での忠誠心や国への愛、アパラチア文化やヒルビリー（スコットランド語で山岳民族）と呼ばれた貧困層の白人肉体労働者たちの生活様式や貧困の社会問題の提示は後に自叙伝として出版された。

### 学歴
2003年に故郷の公立ミドルタウン高校を卒業後、アメリカ海兵隊に入隊。2005年後半から6か月間イラクに派兵されて広報担当として活動した。除隊後の2009年にオハイオ州立大学（オハイオ州コロンバス）で哲学と政治学の学位を取得。在学中には共和党の上院議員ボブ・シューラーの下で働いた。
オハイオ州立大学を卒業後、イェール大学のロースクールでJD（法務博士）の学位を取得。イェール大学での最初の年に、指導教官であるエイミー・チュアから、自伝を書くよう勧められる。在学中はヴィヴェック・ラマスワミと家族ぐるみで友人関係にあり、のちにヴァンスは妻との子供の一人にヴィヴェックの名を名付けている。

### 初期の職歴
ロースクールを卒業後、ピーター・ティールが所有するベンチャーキャピタル会社、ミスリル・キャピタルで社長を務める。2020年にはオハイオ州シンシナティに本社を置くNarya Capitalのために9300万ドルを調達した。

### 作家として
自伝『ヒルビリー・エレジー アメリカの繁栄から取り残された白人たち』で知られる。この自伝には作家本人が育ったアパラチア地方の価値観と、社会的問題との関連が描かれる。同書は2016年と2017年にニューヨーク・タイムズのベストセラーリストに載り、2017年にはデイトン文学平和賞の最終選考にも残った。2016年大統領選挙中は、白人労働者階層の姿を描いたものとして全米のメディアから注目を集めた。
同書は人気を博し批評家からも賞賛されたが、アパラチア地方の批評家からは批判的な評価も受けている。ヴァンスは本来の意味での「ヒルビリー」でも白人労働者階層の代表でもなく、本来の「ヒルビリー」である祖父母やその故郷の人々（ヴァンス自身は少年期にそこで何度か夏を過ごした）の経験やアイデンティティを、彼自身のものと意図的に混同させていると述べる。一方で、ヴァンスはこれらの文化を代表しているとして支持する批評もある。
2017年4月にはロン・ハワードが『ヒルビリー・エレジー』の映画化作品の監督に就任。2020年にドラマ映画『ヒルビリー・エレジー 郷愁の哀歌』として公開された。

### 政治家として
2016年12月、ヴァンスはオハイオ州に引っ越してNPO「Our Ohio Renewal」を設立。政治家を目指す準備を始め、ラストベルトに広がる薬物依存問題への対策を始める。
2017年1月にはCNNの寄稿者となる。
2022年中間選挙ではオハイオ州から上院選に名乗りを上げ、ドナルド・トランプの支持も得て5月3日の予備選挙で共和党候補になった。その後、民主党候補のティム・J・ライアンを破りオハイオ州選出の上院議員となった。
2024年7月15日、同年の大統領選挙に出馬しているドナルド・トランプの副大統領候補に指名されたことが発表され、同日より開催された共和党全国大会にてトランプとともに共和党の正副大統領候補に指名された。同年11月5日の投開票にてトランプは過半数の選挙人を確保して返り咲き当選を果たし、これに伴いヴァンスも2025年1月20日に副大統領に就任することとなった。1月10日、副大統領就任を前に上院議員を辞職した。

### 副大統領として
2025年1月20日、ヴァンスはブレット・カバノー判事によって就任宣誓を行い、第50代アメリカ合衆国副大統領に就任した。就任前に、ヴァンスは大統領就任式に出席した中国の韓正国家副主席と会談し、米中関係について話し合った。ヴァンスは、歴代副大統領では3番目に若く、ミレニアル世代では初めての人物である。また、副大統領を務めた最初の海兵隊出身者であり、イラク戦争に従軍した退役軍人では最も地位が高い人物となった。ヴァンスは、ジョー・バイデンに次いで2人目のカトリックの副大統領である。
- 1984年8月13日にオハイオ州で記録された出生証明書。氏名は「ジェームズ・デイヴィッド・ハメル」とされている。
- 2003年、アメリカ海兵隊時代のヴァンス（ハメル）。
- 2017年のヴァンス。
- 2024年7月15日、共和党全国大会でのトランプとヴァンス。

## 発言と批判
2021年、FOXニュースとのインタビューにおいて、当時副大統領であったカマラ・ハリスに対して、子どものいない猫好きの女性たち（childless cat ladies）によって、アメリカ合衆国が運営されていることを嘆いた上で「子どものいない女性たちは国の将来に直接の利害がない」と批判した。この発言が2024年7月に共和党の副大統領候補に指名されて以降、蒸し返される形で炎上。チェルシー・ハンドラーやテイラー・スウィフトなどの著名人や与野党双方の議員や支持者から批判された。
2024年7月、ロイター通信などの報道によれば同月上旬のワシントンの保守派の会合において、スターマー首相率いる労働党新政権のイギリスについて、友人と「核を持つ最初の真のイスラム主義国はどこになるか」について話し合ったと述べた。そして「イランかもしれないし、おそらくパキスタンはすでにある程度の数に達しているかもしれないが、実際には労働党が政権を取ったイギリスだろうと話した」と発言したことが明らかになっており、イギリスの与野党双方から反発の声が上がっている。
2024年9月、トランプ前大統領が討論会でオハイオ州では移民がペットを食べているなどと発言したことに関連して、ヴァンスは発言は有権者からの目撃情報だとしてトランプを擁護した。

## 政治的立場
ヴァンスは自身の政治的立場を「社会保守主義」とするが、現在の共和党の方針には批判的である。特に経済政策については、共和党のプラットフォームは労働者階層を犠牲にして富裕層に利益を与えていると批判している。米国の製造業の復興、石油・天然ガス・石炭の掘削推進、国境管理強化など、主要政策はトランプと重なる部分が多い。地元オハイオ州にはウクライナからの移民が多いが、「米国第一主義」を掲げ、ロシアの侵攻を受けるウクライナへの支援継続に強硬に反対している。

### 対日政策
対日政策については2024年7月現在、具体的な明言はないが、USスチールに対する日本製鉄の買収には反対するなどの、保護主義的な姿勢が強い。

### 気候変動に対する姿勢
気候変動に関する科学的コンセンサスと反対に、ヴァンスはトランプと同様、人間の活動が気候変動を引き起こしているという事実や気候危機に対して懐疑的であり、バイデン政権が成立させたインフレ抑制法を撤廃する意向を示している。ヴァンスはまた、化石燃料業界から多額の資金提供を受けている。

## 私生活
- ロースクール時代の同級生だったウシャ・チルクリ（英語版）と結婚。ウシャはインド系アメリカ人であり、大学卒業後に中国とイギリスに留学したのちに法学博士となり、2014〜15年にはブレット・カバノー判事の、2017〜18年には最高裁判所長官ジョン・ロバーツの裁判研究員（英語版）を務めた[51]。2人の間には2男1女がいる[52]。

- 2019年8月、オハイオ州シンシナティでカトリックに入信[53]。洗礼式にはロッド・ドレーアーをはじめ多くの保守主義者が列席した。洗礼式の後、ドレーアーとのインタビューでヴァンスは、入信した理由は「カトリシズムが正しいということが徐々にわかってきたから」であり、カトリックの教義は自身の政治的な意見に影響を与えていると述べている[53]。

- PayPal創業者ピーター・ティールとの関係が深い[54]。

## 栄典
|  | 海兵隊功労章   |
|  | 海兵隊善行章   |
|  | イラク従軍記章 |
|  | 国土防衛従軍章 |

## 著作
- J.D.ヴァンス 著、関根光宏・山田文 訳『ヒルビリー・エレジー アメリカの繁栄から取り残された白人たち』光文社、2017年。ISBN 9784334039790。

## 関連文献
- 烏谷昌幸『となりの陰謀論』講談社〈講談社現代新書 2778〉、2025年6月20日。ISBN 978-4-06-540135-4。（電子版あり）